# 화류춘몽
"화류춘몽"은 한국에서 제작된 박성복 감독의 1958년 영화이다. 최봉 등이 주연으로 출연하였고 최일 등이 제작에 참여하였다.

## 출연

### 주연
- 최봉
- 전옥
- 김의향
- 허장강

## 기타
- 조명: 최상동
- 녹음: 최칠복
- 미술: 이봉선